# Geschichte des Küstenschutzes an der deutschen Ostseeküste
Die Geschichte des Küstenschutzes an der deutschen Ostseeküste unterscheidet sich erheblich von der Geschichte des Küstenschutzes an der nahen Nordseeküste. Grund dafür ist die unterschiedliche Topographie der beiden Meere. Da hier im Gegensatz zur Nordseeküste weder Watt- noch Marschgebiete vorhanden sind, fällt der Unterwasserstand steiler ab und größere Wassertiefen reichen bis an die Küste.
Die ersten Nachweise für geplanten Küstenschutz an der deutschen Ostseeküste liegen für das Bundesland Mecklenburg-Vorpommern vor. Hier spielt der Küstenschutz mithilfe von Dünen seit dem frühen 13. Jahrhundert eine bedeutende Rolle. In Schleswig-Holstein gibt es erste Aufzeichnungen über den Küstenschutz in Form von Deichbau seit dem Jahr 1581. Neben dem Küstenschutz durch Dünen und Deiche fanden auch Buhnen ab dem 19. Jahrhundert einen breiten Einsatz.
Im November 1872 ereignete sich eine Katastrophensturmflut, die viele Küstenschutzwerke zerstörte und vermehrte Bauarbeiten an der deutschen Ostseeküste nach sich zog. Überwiegend handelte es sich um den Bau von harten Küstenschutzmaßnahmen. Heutzutage wird beim Küstenschutz vermehrt auf weiche Küstenschutzmaßnahmen geachtet. Aufgrund des Klimawandels ist mit einer notwendigen Anpassung der Küstenschutzmaßnahmen an der deutschen Ostseeküste zu rechnen.

## Grundlagen für den Küstenschutz

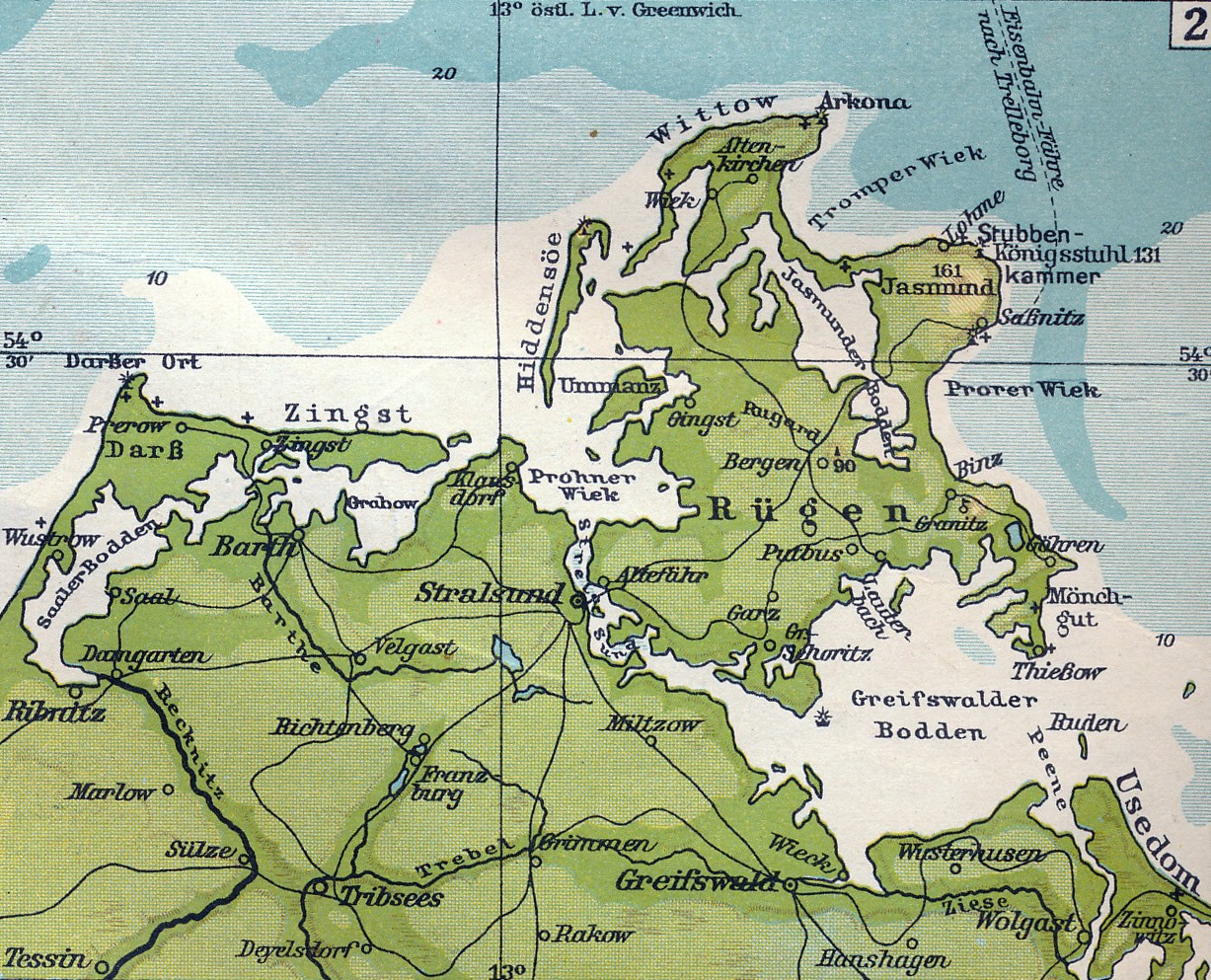
Die Boddenküste bei Rügen, Mecklenburg-Vorpommern.

Die heutige Ostseeküste Deutschlands hat eine Länge von insgesamt 2582 km. Davon entfallen 637 km auf die Küste Schleswig-Holsteins und 1945 km auf die Küste Mecklenburg-Vorpommerns. Bezogen auf die Gesamtlänge entspricht die Küste Schleswig-Holsteins 25 % und die Mecklenburg-Vorpommerns 75 %. In Mecklenburg-Vorpommern besteht der größte Teil der Küste aus der Boddenküste, welche eine Länge von 1358 km aufweist. 40 % der Küste in Mecklenburg-Vorpommern zählen zum Festland, 60 % entfallen auf über 50 Inseln. Des Weiteren dominieren die Flachküsten deutlich. Steilküsten machen nur 18 % der Küstenlänge in Mecklenburg-Vorpommern aus. In Schleswig-Holstein umfassen Steilufer dagegen etwa 30 % der Küstenlinie.
Die deutsche Ostseeküste ist einem ständigen Wandel unterworfen, der durch den häufigen Wechsel zwischen Steilküsten und Flachküsten gekennzeichnet ist. Diese Küstenveränderungen werden nicht ausschließlich durch Sturmfluten verursacht, sondern sind auch Ergebnis langzeitiger Einwirkungen bei mittleren Wasserständen. Von Sturmwässern wird an der Ostsee laut dem Bundesamt für Seeschiffahrt und Hydrographie gesprochen, wenn die Pegelstände um 1,5 m erhöht sind. Bei schweren Ereignissen kann der Pegel bis auf 2 Meter ansteigen, bei sehr schweren liegt er bei über 2 m. An den Außenküsten von Mecklenburg-Vorpommern wird ab einer Pegelhöhe von 1,71 m über NN von einem schweren Sturmhochwasser gesprochen, an den Bodden- und Haffküsten ab 1,31 m über NN.
Da der Tideeinfluss an der Ostsee weitestgehend konstant ist, werden die meisten Wasserstandsschwankungen aufgrund von Windeinfluss erzeugt. Diese kurzperiodischen, küstenformbedingten Schwingungen des Binnenmeeres Ostsee werden Seiche genannt. Die Ostsee formt dabei stetig ihre Uferlinie und bewirkt durch den Sedimenttransport einen Küstenausgleich. Die Küstenlinie wird durch eine Wechselwirkung von Seegang, Brandung, Riff-, Strand- und Strandwallumbildung geprägt.
Im Gegensatz zur deutschen Nordseeküste ist die überflutungsgefährdete Fläche der Ostseeküste relativ klein, jedoch befinden sich in den potentiell betroffenen Gebieten hohe Wertekonzentrationen und Bevölkerungszahlen. In Schleswig-Holstein ist etwa ein Viertel der Landesfläche als Küstenniederungsgebiet im Falle einer Sturmflut ohne ausreichenden Küstenschutz gefährdet. In diesen überflutungsgefährdeten Gebieten sind etwa 354.000 Menschen beheimatet. Zusätzlich sind in den gefährdeten Küstenniederungen Sachwerte in Höhe von insgesamt 48 Milliarden Euro vorhanden. Maßnahmen zum Schutz von Bevölkerung und Sachgütern sind somit erforderlich und ein wirkungsvoller Küstenschutz für den Wirtschafts- und Lebensraum Küste ist unabdingbar. Vor allem dicht besiedelte Küstenstädte wie Kiel oder Lübeck weisen im Vergleich zu ihrer Fläche hohe Einwohnerzahlen und ein hohes Schadenspotenzial auf. Hier können wegen der engen Bebauung keine flach geböschten Erddeiche errichtet werden, sodass alternativ Hochwasserschutzwände mit verschließbaren Öffnungen für den Verkehr eingesetzt werden müssen. Diese sind jedoch mit hohen Kosten verbunden.

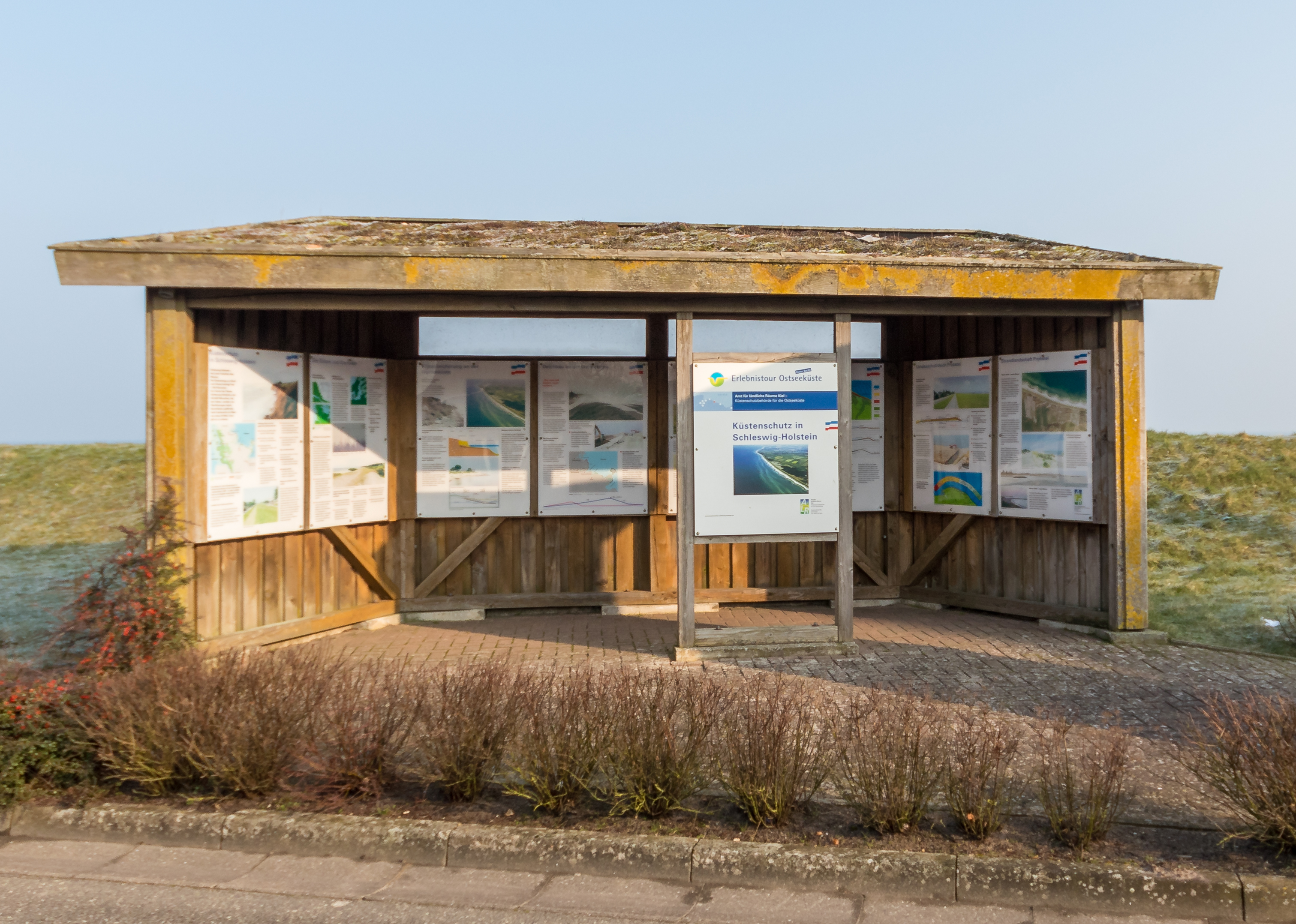
Schautafeln zum Thema Küstenschutz am Schönberger Strand, Schleswig-Holstein.

## Küstenhochwasserschutz und Küstensicherung
Der Begriff Küstenschutz umfasst in erster Linie den Schutz der Menschen und ihrer Sachwerte vor den zerstörerischen Angriffen des Meeres. Dabei wird zwischen Küstenhochwasserschutz sowie Küstensicherung unterschieden. Küstenhochwasserschutz dient dem Schutz der Niederungsgebiete vor Meeresüberflutungen durch Neubau, Verstärkung und Unterhaltung von Deichen, Sperrwerken und sonstigen Hochwasserschutzanlagen. Küstensicherung dient der Sicherung der Küsten gegen Uferrückgang und Erosion durch Neubau, Verstärkung und Unterhaltung von beispielsweise Buhnen und Sicherungsdämmen sowie durch den Erhalt des Deichvorlandes. Küstenschutzmaßnahmen dienen somit dem Grundbedürfnis der Bevölkerung, den Küstenraum als einen wichtigen Siedlungs-, Wirtschafts- und Kulturraum gegen Überflutungen und vor irreversiblen Landverlusten zu schützen.

## Die Anfänge des Küstenschutzes bis zur Sturmflut 1872

### Mecklenburg-Vorpommern

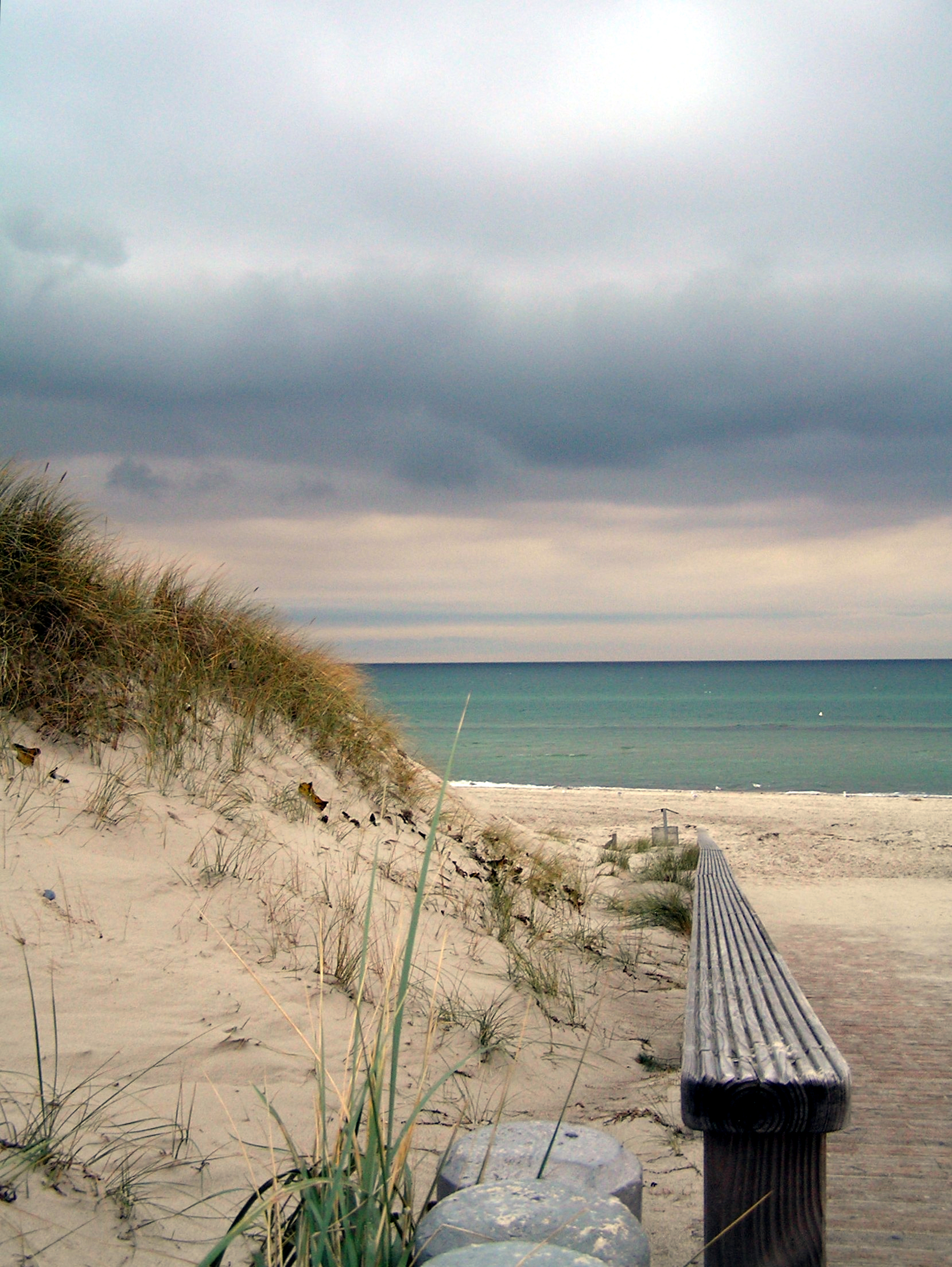
Mit Strandhafer bewachsene Küstendüne in Dierhagen, Mecklenburg-Vorpommern.

Die Anfänge des Dünenbaus stellen den Beginn eines systematischen Küstenschutzes an der Ostseeküste dar. Dessen Ziele waren es zunächst, Vorkehrungen gegen das Versanden von Wasserstraßen und Häfen zu treffen und Landverluste vor Seezeichen, Lotsenstationen, Siedlungen und an landwirtschaftlich genutzten Flächen zu verhindern. Die ersten dokumentierten Küstenschutzmaßnahmen an der deutschen Ostseeküste entstanden im 13. Jahrhundert. Dabei handelte es sich um die Sicherung der Hafeneinfahrt der Stadt Rostock durch Dünenbau. Die Seestadt Rostock nimmt ihre Bedeutung vorrangig aus ihrem Hafen und dem weiten Bereich der Rostocker Heide, der meerbespült ist. Diese beiden Faktoren waren jedoch dauerhaft durch die See bedroht, weshalb die Stadt sich sehr um deren Schutz bemühte.
Im Jahr 1423 wurden erste Zäune auf Dünen in Mecklenburg-Vorpommern errichtet, die den Sand festhalten und somit die Dünen erhöhen sollten. Diese bestanden aus Weidengeflecht, das mithilfe von Pfählen im Sand verankert war. Im 16. Jahrhundert wurde der Dünenbau- und Schutz in Mecklenburg-Vorpommern weiter vorangetrieben, indem Kiefernsamen in die Dünen eingesetzt, Weiden gepflanzt, Strandhafer zur Dünenbefestigung genutzt und die Bauern zur Düngung und Befestigung der Dünen verpflichtet wurden. 1579 wurden nachweislich Samen des Strandhafers in die Warnemünder Ostdüne eingepflanzt. In Mecklenburg-Vorpommern entstand so eine ausgereifte Dünenkultur. Saat und Pflanzen wurden gemeinsam in die Dünen eingesetzt, Zäune wurden zum Schutz errichtet und der Bewuchs somit dauerhaft gemacht. Als weitere Beispiele wurden im Jahr 1826 die Dünen auf der Insel Usedom einem planmäßigen Dünenbau unterzogen. 1847 wurde durch die Dünenordnung des Amtes Ribnitz neben dem Fahren, Reiten, Viehtreiben und Weiden in den Dünen auch ausdrücklich das Gras- und Dünenkornschneiden verboten und Strandvögten wurde das Recht erteilt, bei Verstoß empfindliche Strafen aufzuerlegen.                                                                1864 wurde die Bewirtschaftung der Dünen der Wasserbauverwaltung übertragen.

### Die frühen Anfänge des Deichbaus

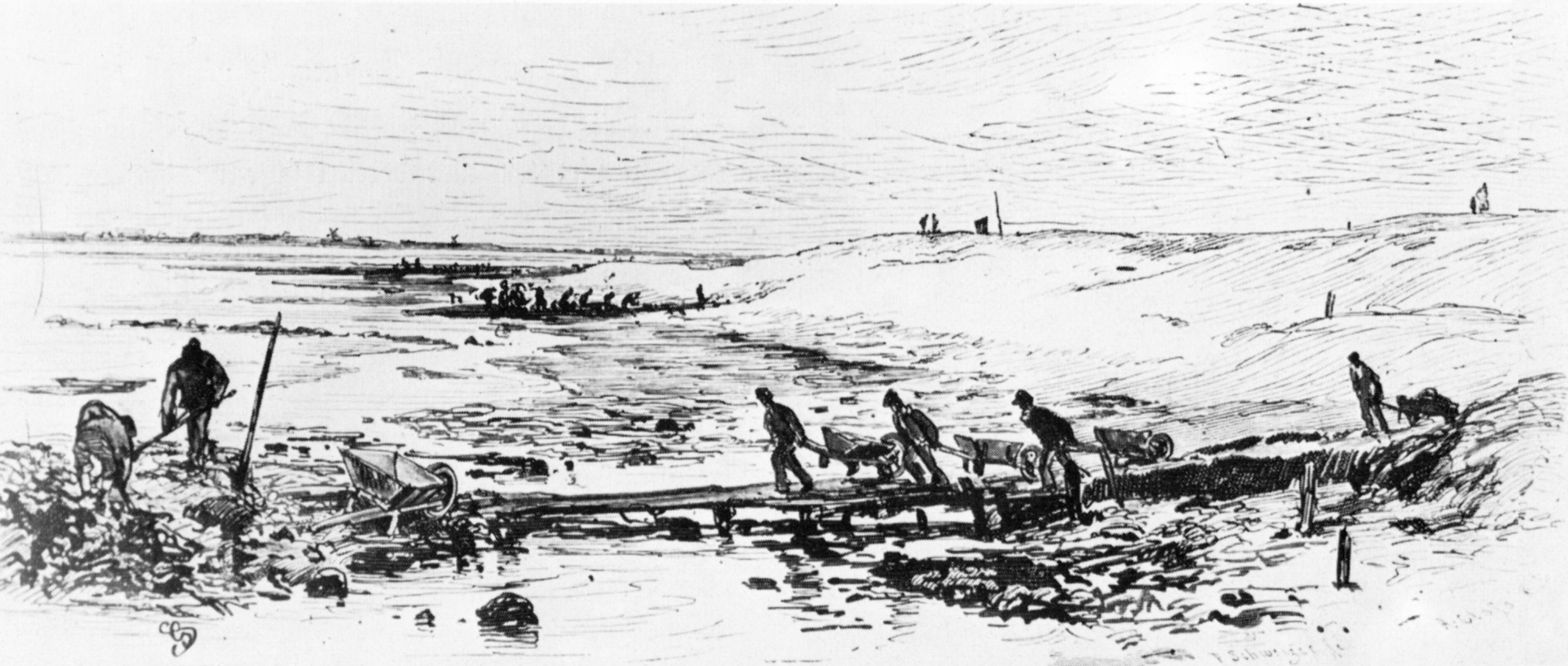
Deichbau in früher Zeit. Im 19. Jahrhundert war der Deichbau mit harter körperlicher Arbeit verbunden.

Der eigentliche Deichbau begann etwa im Jahr 1581 mit der Eindeichung des Geltinger Noors. in Schleswig-Holstein. Die Lage des Deiches und seine genaue Gestalt sind heute nicht mehr nachweisbar, weil dieser bei einer der Sturmfluten von 1625 oder 1694 untergegangen sein soll. Dennoch ist zu erkennen, dass von der Brandung aufgeworfene Strandwälle den Ansatz für die Deichbauten bildeten. Diese Deiche sind jedoch aufgrund des natürlichen Strandrückgangs gefährdet. Massive Fußbefestigungen und Buhnen waren daher nur effektiv, sofern der natürliche Sandtransport ausreichend Sediment zuführte, sodass Unterspülungen ausblieben. Um alle Strände erhalten zu können, war der Sandvorrat der Küstenvorfelder wiederum zu gering. Die negative Sandbilanz stellte die Bevölkerung ebenfalls vor Probleme, die vorhandenen Steilküsten zu schützen.

### Der Deichbau ab Mitte des 19. Jahrhunderts

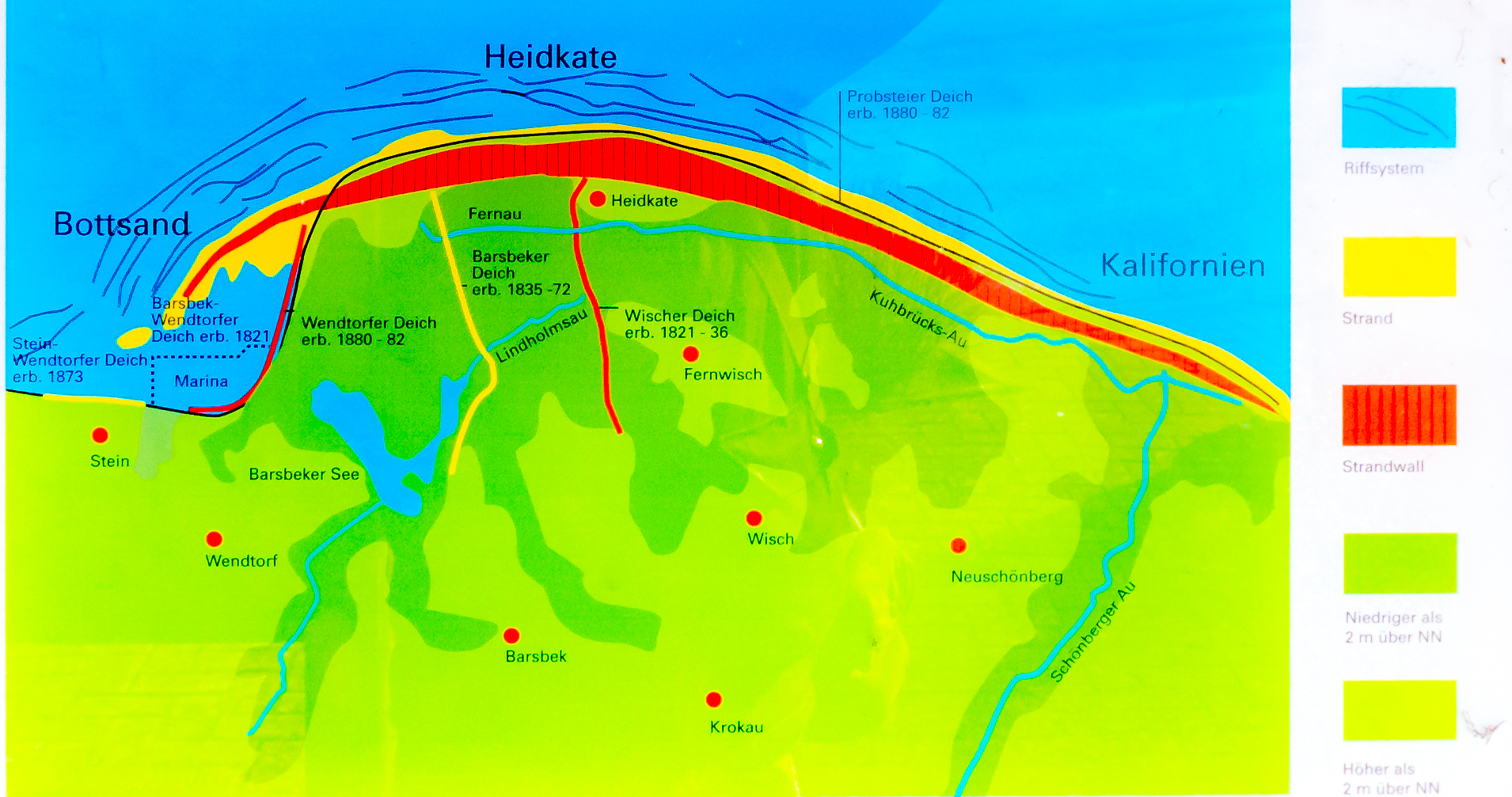
Historische Deichbauten in der Probstei.

Ab Mitte des 19. Jhd. wurde effektiv mit dem Deichbau begonnen. Die zweite Eindeichung des Geltinger Noors in den Jahren von 1821 bis 1828 hatte mehr Bestand. Zur selben Zeit wurde auch in der Probstei mit dem Bau von Deichen begonnen. 1821 wurden der Wendtorfer Deich und der Wischer Deich und im Jahr 1826 der Barsbeker Deich erbaut. Die Deicharbeiten in der Probstei wurden von Dorfschaften ausgeführt, deren Mitglieder sich meist freiwillig zu einer Baugemeinschaft zusammenfanden, um ihren Grundbesitz und sich selbst zu schützen. Diese Zusammenschlüsse waren eine Vorstufe der später gegründeten Deich- und Entwässerungsverbände. Für den Deichbau musste Boden aus dem nahen Umland entnommen werden und das Arbeitsgerät bestand hauptsächlich aus Fuhrwerken und Grabgeräten. Deshalb konnten die Deiche nicht viel höher als die vorhandenen Strandwälle erbaut werden, sodass der Deichschutz selbst gering ausfiel. 1866 setzte nach der Eingliederung Schleswig-Holsteins in den Preußischen Staat eine landeskulturelle Förderung zum verstärkten Deichbau ein, durch die folgende Planungen erarbeitet, teilweise umgesetzt, jedoch nicht vollendet wurden, da die Sturmflut von 1872 sie wieder zerstörte:
- 1866/67 Bedeichung der Probstei längs des Strandwalls
- 1868 Bedeichung der Klosterseeniederung
- 1871 Bedeichung nördliches Seenbecken auf Fehmarn
- 1871 Bedeichung Fastensee bei Westermarkelsdorf auf Fehmarn.

Die zuvor erwähnten Buhnen fanden bereits vor dieser Zeit einen breiten Einsatz. 1843 wurden auf der Insel Rügen die ersten Buhnen errichtet. Weitere erbaute man auf der Insel Ruden sowie später auf der Insel Usedom in den Jahren 1859 bis 1862. Am meisten Verwendung fand die hölzerne Pfahlbuhne.

## Die Entwicklung der Küstenschutzmaßnahmen an der Ostsee von 1872 bis zur Mitte des 20. Jahrhunderts
Nach der schweren Sturmflut im Jahre 1872 konnten viele Dünen den enormen Wassermassen nicht mehr standhalten. Aus diesem Grund begannen entlang der Ostseeküste vermehrte Bauarbeiten, bei denen Deiche mit einer Grasdecke errichtet wurden. Durch den 1884 errichteten Seedeich Prerow-Pramort sollte besonders die Halbinsel Darß-Zingst vor Sturmfluten geschützt werden. Außer Deichen mit Kronenhöhen von bis zu NN + 5,0 m wurden in dieser Zeit Betondecken in Heringsdorf und ein Steinwall aus Granit mit einer Länge von 1,3 km vor Hiddensee errichtet.

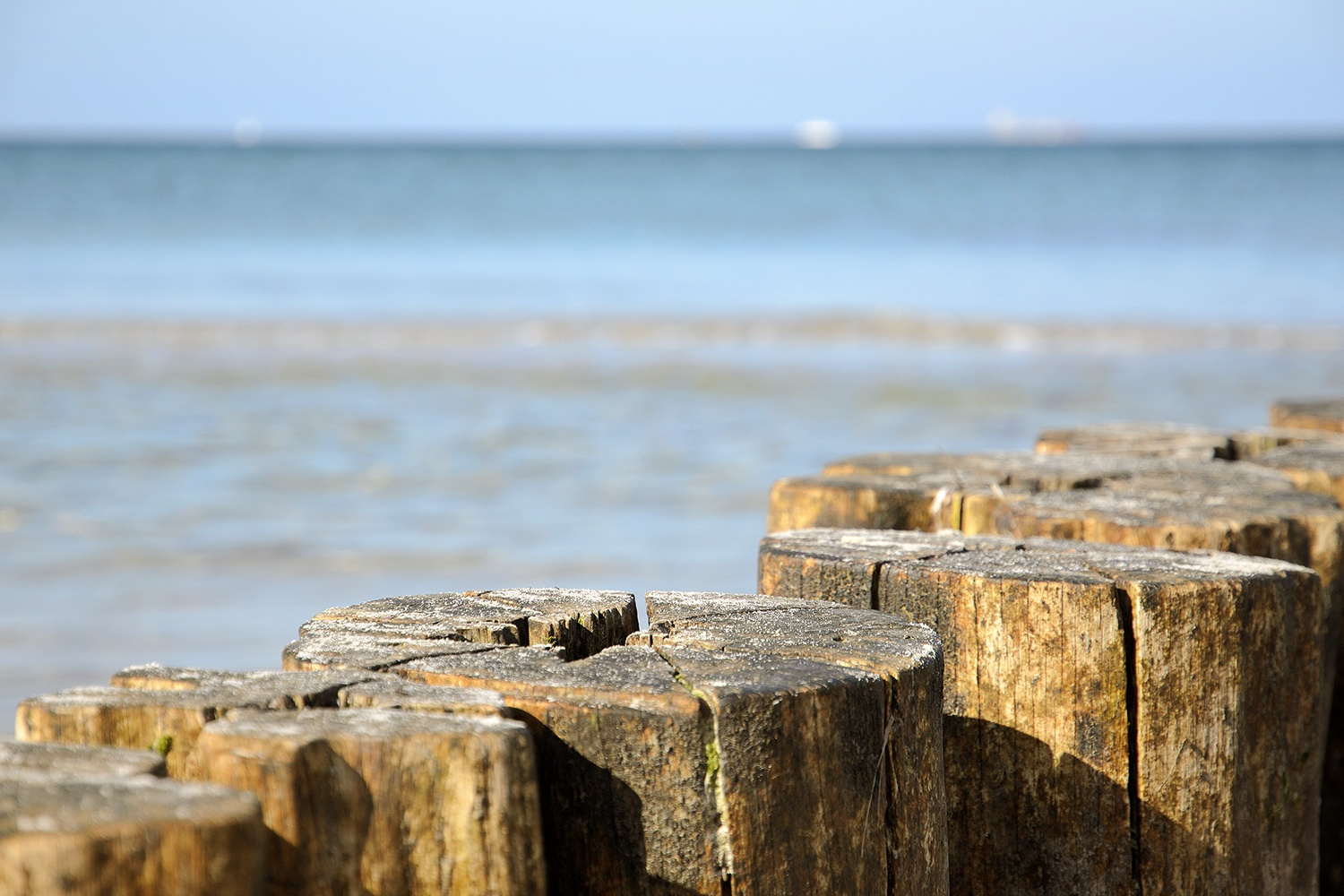
Hölzerne Buhnen in Warnemünde, Mecklenburg-Vorpommern.

Erwähnenswert ist auch das im Jahre 1938 entworfene Totalitätsverfahren. Hierbei sollten Buhnen aus Stahlspundwänden in einem Abstand von 500 Metern an einer Abbruchkante angelegt werden. Die Großbuhnen würden sich selbst durch Abbruchmaterial vergrößern und so zur Stranderhaltung beitragen, da dadurch der Küstenstrom unterbrochen wäre. Jedoch wurde daran gezweifelt, dass auf diese Weise wirklich breitere und längere Strände geschaffen werden könnten. Deshalb kam es nie zur Umsetzung dieses angedachten Projektes.
Ab dem Jahr 1950 starteten vor der Küste von Eckernförde erste Versuche mit dem Bau von Stahlbetonpfahlbuhnen. Diese Buhnen waren jedoch nie so verbreitet wie die Holzpfahlbuhnen. Aus diesem Grund überwiegt an der Ostseeküste bis zur heutigen Zeit die einreihige Holzpfahlbuhne, da bei dieser Form keine Schwächung der Stabilität durch Rost auftritt.

## Küstenschutzmaßnahmen an der Ostsee von 1950 bis heute

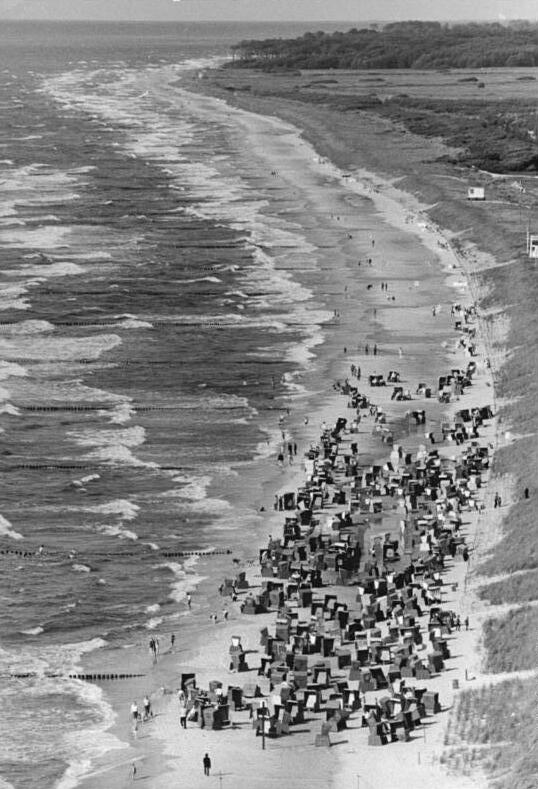
Strandabschnitt bei Graal-Müritz 1987, Küstenschutzmaßnahmen: Buhnen seewärts und Dünenbepflanzung landseits.

### Küsten- und Hochwasserschutz in Mecklenburg-Vorpommern von 1949 bis 1990
Im Jahr 1952 wurde aus den Reihen der FDJ die VP-See (Volkspolizei-See) gebildet mit mehreren Tausend Mitgliedern, zum großen Teil bestehend aus Auszubildenden wie Offiziers- und Unteroffiziersanwärtern und Matrosen. Bei dem Sturmhochwasser im Januar 1954 kamen diese zum Einsatz, als an der mecklenburgischen Küste Deiche in den Küstenabschnitten Börgerende, zwischen Markgrafenheide und Graal-Müritz, Ahrenshoop und Wustrow, Prerow und Zingst sowie Zempin und Kölpinsee auf Usedom überspült oder stark beschädigt wurden. Auch auf Hiddensee, Ummanz, Zudar und Mönchgut auf Rügen wurde „Land unter“ gemeldet. Auch niedrig gelegene Stadtteile in Wismar, Rostock, Warnemünde und Stralsund standen unter Wasser. Dabei kämpfte die VP-See zusammen mit der Grenzpolizei und KVP (Kasernierte Volkspolizei) gegen die Fluten.  Die ersten Aufspülungen von See her erfolgten 1968 vor Graal-Müritz, die Einbauten auf der Schorre. In den Jahren 1968 bis 1991 wurden insgesamt 6,5 Mio. m³ Sand von See her aufgespült. Diese Sandkörper dienten dem Ausgleich der negativen Sedimentbilanz und somit dem Ziel der Uferschutzwirkung sowie der Schaffung breiter Strände. Die Sandaufspülungen galten als umweltfreundliche Bauwerke und dienten neben dem Küstenausgleich dem Ausbau des sanften Tourismus als Erwerbsquelle. Die Flachküste Mecklenburg-Vorpommerns wurde darüber hinaus auf 167 km durch Dünen geschützt. Die Sandaufspülungen dienten auch hier im Wesentlichen der Dünenerhaltung in Abschnitten mit erkennbarer Durchbruchgefährdung bei schweren Sturmfluten. In den Jahren 1972 bis 1981 entstand das 2,15 km lange Asphaltrauhwerk Vitte. Erste küstenparallele Wellenbrecher entstanden 1978 bei Dranske auf Rügen. Diese standen parallel zur Uferlinie in 2 bis 4 Metern Wassertiefe. Zwischen 1965 und 1983 betrugen die Aufwendungen für den Küstenschutz 250 Millionen Mark, in den Jahren 1986 bis 1989 betrugen die jährlichen Aufwendungen durchschnittlich 27 Millionen Mark. Deckwerke stellen 1990 mit 50 % den größten Teil der Uferlängswerke. Zum Anlagenbestand an der Küste Mecklenburg-Vorpommerns zählten im Jahr 1990 rund 900 Buhnen. Davon befanden sich 783 an den Flachküsten (87 %) und 117 an den Steilküsten (13 %). Insgesamt werden bis 1990 rund die Hälfte der Außenküstenlänge Mecklenburg-Vorpommerns von Küsten- und Hochwasserschutzanlagen gesichert.
Rechtliche Grundlagen: Zunächst lagen die technischen Küstenschutzaufgaben beim Küstenschutzamt des Rates des Bezirkes Rostock. Die Ereignisse der Sturmfluten von 1954 und 1958 erforderten jedoch zentrale Entscheidungen über Maßnahmen des Bezirkes Rostock hinaus. Im Zuge von Umstrukturierungen der Wasserwirtschaft wurde am 1. Juli 1958 die Wasserwirtschaftsdirektion (WWD) Küste-Warnow-Peene mit Sitz in Stralsund gebildet. Erst durch das 1. Wassergesetz der DDR vom 17. April 1963 wurde der Küstenschutz aufgrund seiner überregionalen Bedeutung eine öffentliche Aufgabe in der Trägerschaft des Staates. Der Meeresstrand war Eigentum des Volkes (GBl. 1 Nr. 5, S. 77). 1965 wurden die Aufgaben des technischen Küstenschutzes der Wasserwirtschaftsdirektion Küste übertragen.
Küstenschutz  in Schleswig-Holstein ab 1949 und in Mecklenburg-Vorpommern ab 1990

### Deiche

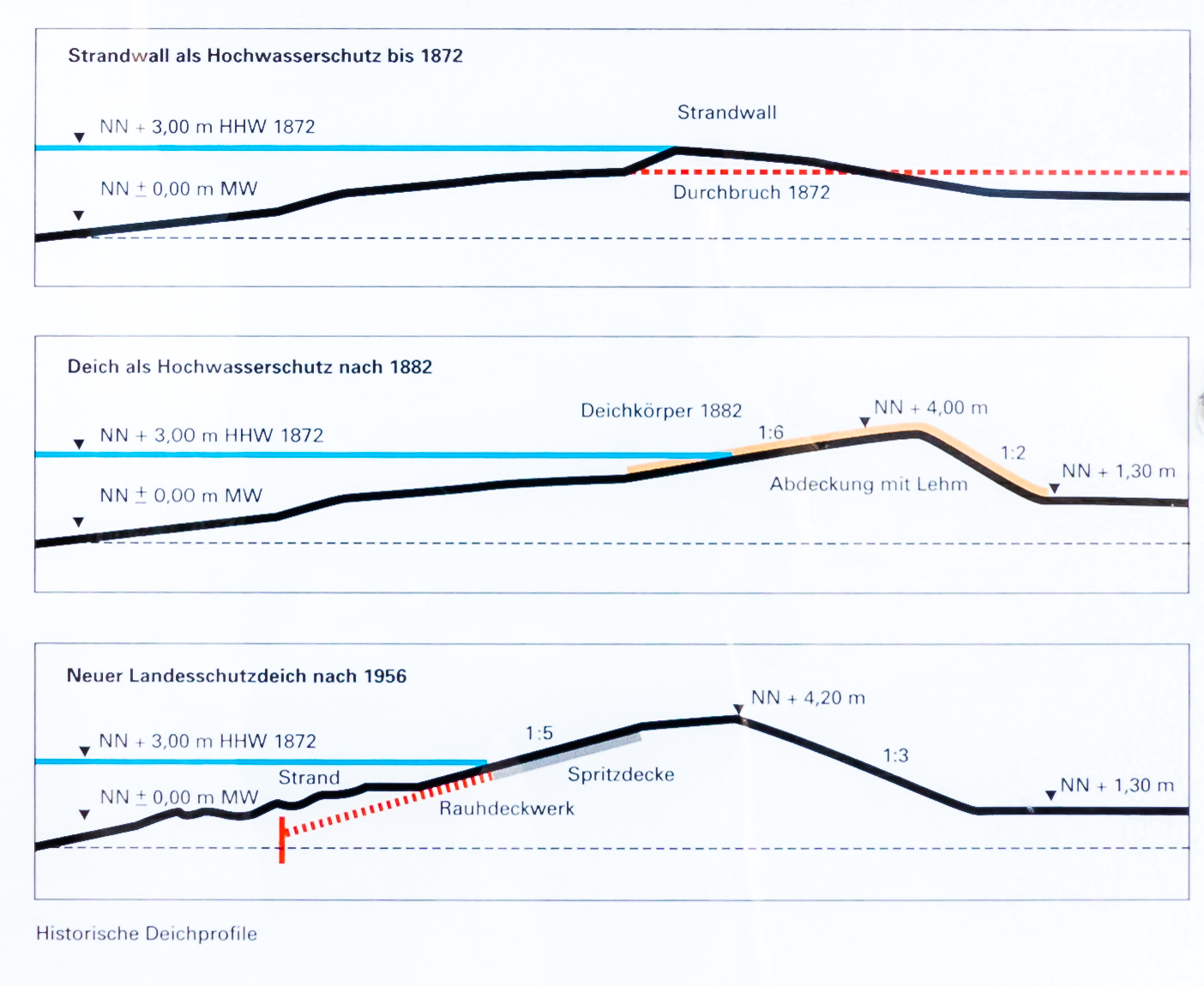
Historische Deichprofile.

Im Jahr 1963 stellte Schleswig-Holstein einen Generalplan Deichverstärkung, Deichverkürzung und Küstenschutz auf, welcher durch Fortschreibungen regelmäßig an den maßgebenden Sturmflutwasserstand angepasst wird. Aufgrund des Generalplanes wurden 85 % der Deiche an der schleswig-holsteinischen Nord- und Ostseeküste verstärkt bzw. durch Vordeichungen gekürzt.

Es kann zwischen drei verschiedenen Deichtypen unterschieden werden. Die Sollabmessung von Landesschutzdeichen (Schleswig-Holstein) setzt sich zusammen aus dem maßgebenden Sturmflutwasserstand, der maßgebenden Wellenauflaufhöhe und einem Klimazuschlag. Regelmäßig, etwa alle 10 bis 15 Jahre, wird der Sicherheitsstatus der vorhandenen Deiche in Bezug auf Wasserstand und Wellenauflauf überprüft. Die Deiche, die nicht den jeweiligen Sicherheitsstandards entsprechen, werden in eine Prioritätenliste für Deichverstärkungen aufgenommen. 

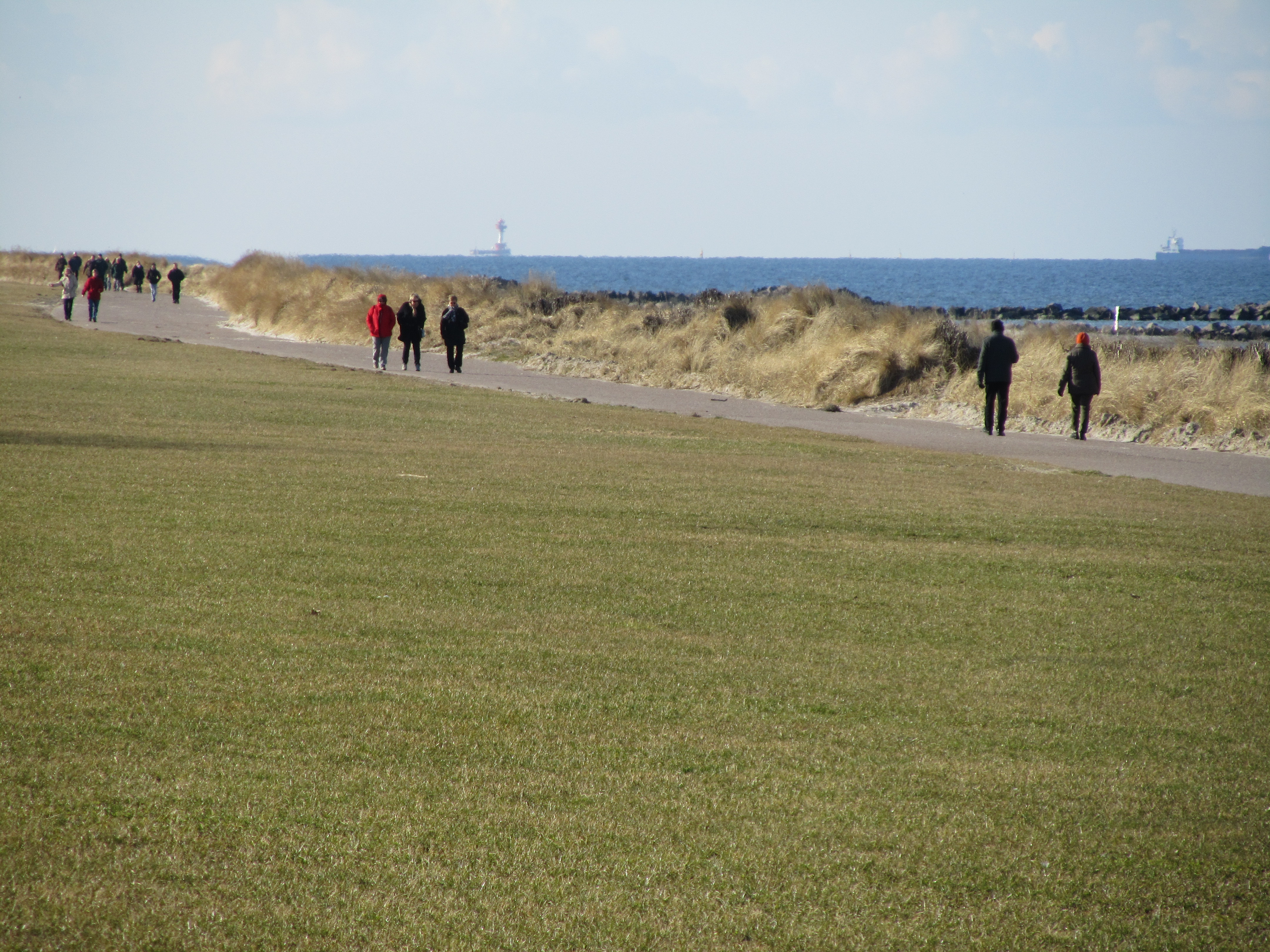
Deich mit Dünen am Schönberger Strand, Schleswig-Holstein.

Regionaldeiche sind im Landeswassergesetz Schleswig-Holsteins definiert und besitzen eine geringere Schutzwirkung als Landesschutzdeiche. Dementsprechend sind sie in ihren Profilabmessungen weniger wehrfähig konzipiert. Regionaldeiche liegen generell in der Zuständigkeit von Wasser- und Bodenverbänden.
Mitteldeiche bilden in Schleswig-Holstein die zweite Deichlinie. Das Eigentum an Mitteldeichen liegt entweder bei den Wasser- und Bodenverbänden, Gemeinden oder in privater Hand. Die zweite Deichlinie ist so zu bemessen, zu bauen und zu unterhalten, dass sie bei einem Versagen des davor liegenden Landesschutzdeiches eine mögliche Überschwemmung einzugrenzen vermag.

### Sandaufspülungen

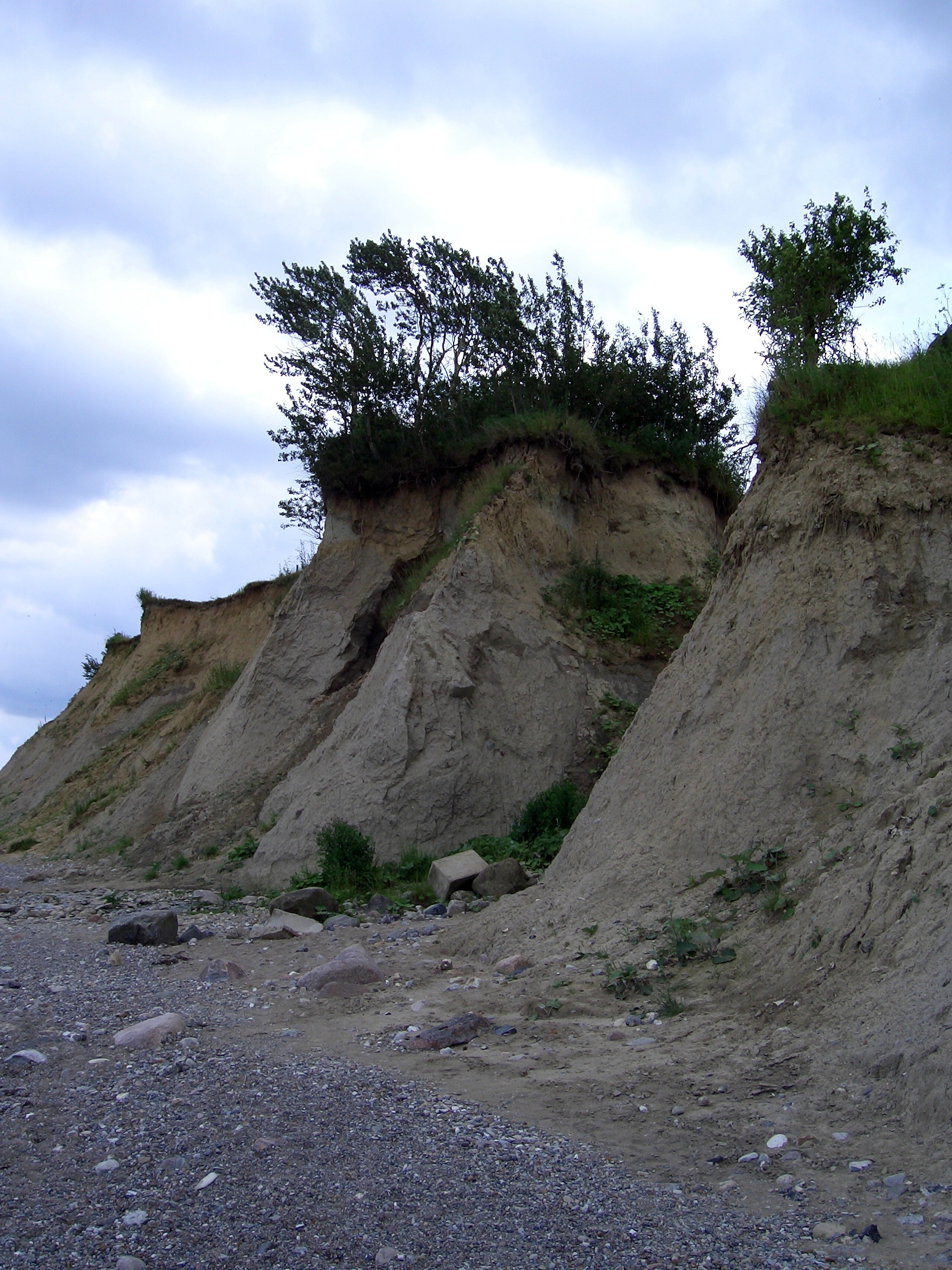
Steilküste bei Niendorf an der Ostsee. Steilküsten stellen einen wichtigen Sedimentlieferanten für Flachküsten dar.

Um die Küsten zu schützen, werden seit den 60er Jahren des zwanzigsten Jahrhunderts Sandaufspülungen getätigt, mit denen die vorhandenen Strände erhöht und verbreitert werden sollen, um den Belastungen durch den Seegang standhalten zu können. Die erste Sandaufspülung in Europa fand 1951/52 auf Norderney (Nordsee) statt. Sandaufspülungen sind notwendig, da die deutsche Ostseeküste insgesamt eine negative Sedimentbilanz hat. Es wird also bezogen auf ein Jahr mehr Material abgetragen als angelagert. Nur an 30 % der Ostseeküste in Deutschland liegt eine positive bzw. ausgeglichene Sedimentbilanz vor. An der deutschen Ostseeküste werden hauptsächlich die Steilküsten erodiert. An der Kieler Bucht, auf Rügen und Usedom sowie östlich von Rostock kommt es zu einer mittleren Erosion von etwa 20 bis 40 cm pro Jahr. Den Steilküsten schließen sich Flachküsten an. Die erodierten Sande der Steilküstem werden je nach Wind- und Wellenverhältnissen parallel zur Küstenlinie verfrachtet und an geeigneter Stelle zu Stränden, Sandwällen und Sandhaken aufgeworfen. Daher haben die Sedimente der Steilküsten eine enorme Bedeutung für die Erhaltung der Flachküsten. Erfolgreicher Flachküstenschutz kann nur erfolgen, wenn bei der Ursache des Küstenrückgangs, dem natürlichen Versorgungsmangel mit Sediment, angesetzt wird. Der Erhalt der natürlichen Sedimentversorgung der Flachküsten mit Material aus abbrechenden Steilküsten steht dabei an erster Stelle. Küstenschutzmaßnahmen zur Steilufersicherung sind daher nur in Ausnahmefällen akzeptabel. Diese Ausnahmen sind der aktive Schutz geschlossener Ortschaften in Küstennähe sowie die Verhinderung von Durchbrüchen in Boddenlandschaften. Die unbebaute Steilküste unterliegt grundsätzlich keinem besonderen Schutz. Sie darf in ihrer Bedeutung als Sedimentlieferant für die benachbarte Flachküste nicht behindert werden. Eingriffe bedeuten zwar punktuellen Schutz, der jedoch an anderer Stelle negativ ins Gewicht fällt, da der Sedimenttransport unterbrochen wird.
Da aber die natürliche Versorgung aus den Steilufern insgesamt unzureichend ist, muss das bestehende Sedimentdefizit künstlich in Form von Sandaufspülungen ausgeglichen werden. Der benötigte Sand wird vom Meeresgrund gewonnen. Die Gewinnung erfolgt nur aus dafür vorgesehenen Sandlagerstätten, welche zuvor aufwendig erkundet und auf Eignung geprüft wurden. Sie befinden sich in Wassertiefen von 10 bis 15 Metern. Für den Küstenschutz verbaute Sande müssen bestimmten Anforderungen genügen. Für zu gewinnende Sande kommen nur gemischtkörnige Sedimente ohne organogene oder bindige Komponenten (z. B. Schlick) in Frage. Munitionsreste sowie andere gesundheitsgefährdende Stoffe müssen ebenso ausgeschlossen werden. Durch die marine Rohstoffgewinnung wird ein sensibles Ökosystem räumlich und zeitlich begrenzt beeinflusst. Aus diesem Grunde werden die umweltrelevanten Auswirkungen durch eine Reihe von Untersuchungen im Rahmen eines Monitorings erfasst. Die mit der Auswertung gewonnenen Erkenntnisse werden genutzt, um künftige Beeinträchtigungen zu minimieren.
Seegang und Strömung führen jedoch, besonders bei Sturmfluten, immer wieder zum Abtransport des aufgespülten Sandes. Dadurch werden Wiederholungsaufspülungen in unregelmäßigen Abständen notwendig. Der Zeitabstand zwischen den Wiederholungsaufspülungen darf nicht zu gering gewählt werden und sollte mindestens 5 Jahre betragen, da die Baustelleneinrichtung bei Sandvorspülungen sehr aufwendig ist und das Verfahren sonst uneffektiv werden würde. An intensiv bespülten Abschnitten finden Wiederholungsaufspülungen im Mittel etwa alle 6 Jahre statt. Zwischen 1990 und 2008 wurden an der Küste Mecklenburg-Vorpommerns bei 78 Aufspülungsmaßnahmen ca. 14 Millionen m³ Sand auf einer Gesamtlänge von etwa 124 km aufgespült.

### Weitere Küstenschutzmaßnahmen
Des Weiteren sind in den letzten Jahrzehnten viele Wellenbrecher gebaut worden. Sie sind küstenparallel angeordnet und dienen dazu, die Brandungsgeschwindigkeit an stark belasteten Abschnitten, wie zum Beispiel an Steilküsten, zu vermindern. Diese Wellenbrecher sind an der Wasseroberfläche nicht zu erkennen, da sie in 2–4 Metern Wassertiefe stehen.
Zur Klifffußsicherung an Steilküsten dienen bautechnische Uferlängswerke wie Steinwälle und Ufermauern. An den Flachküstenabschnitten wirken Deckwerke, Steinwälle, Ufermauern und zu einem großen Anteil Buhnen durch ihre statische Wirkungsweise den dynamischen Wasserbewegungen entgegen.
Da der Fremdenverkehr die Nutzung der meisten Küstenabschnitte an der Ostsee wirtschaftlich prägt, wird seit den 90er Jahren vermehrt auf einen weichen Küstenschutz geachtet. Dabei unterstützen naturnahe, weiche Küstenschutzmaßnahmen wie Sandtransport, Bepflanzung von Dünen mit Gräsern, Erhaltung und Rückgewinnung des Deichhinterlandes den harten Küstenschutz mit seinen technischen Baumaßnahmen. Der Totverbau von beispielsweise künstlichen Deckwerken wie Matten-, Plattendeckwerk, Schütt- oder Setzsteinen kann dabei mit dem Lebendverbau z. B. Gräsern kombiniert werden.

## Rechtliche Grundlagen

### Schleswig-Holstein
Die Zuständigkeiten und Aufgaben im Küstenschutz sind im Landeswassergesetz Schleswig-Holstein (LWG) geregelt. Nach § 108 des LWG ist das Ministerium für Landwirtschaft, Umwelt und ländliche Räume des Landes Schleswig-Holstein (MLUR) oberste Küstenschutzbehörde. Als oberste Küstenschutzbehörde obliegt ihm die Aufsicht über die untere Küstenschutzbehörde. Die Aufgaben der unteren Küstenschutzbehörde nimmt der Landesbetrieb für Küstenschutz, Nationalpark und Meeresschutz Schleswig-Holstein (LKN-SH) wahr.
Das MLUR ist für die grundsätzlichen Aufgaben der strategischen Planung und die Finanzierung verantwortlich. Es legt die einzuhaltenden Sollabmessungen der Deiche fest. Das MLUR ist zudem zuständig für die Planfeststellungen und die Plangenehmigungen für das Errichten, Beseitigen, Verstärken oder für wesentliche Änderungen von Landesschutz- und Regionaldeichen, Sicherungsdämmen und Sperrwerken in der Trägerschaft des Landes.
Der LKN-SH ist für die Erhaltung und Überwachung des ordnungsgemäßen Zustandes der Küstenschutzanlagen, für die Gefahrenabwehr und die Durchführung gewässerkundlicher Messungen in den Küstengewässern verantwortlich. Weiterhin ist der LKN-SH für die Planfeststellung bzw. Plangenehmigung von Anlagen im Küstenbereich zuständig, soweit nicht die Zuständigkeit der obersten Küstenschutzbehörde gegeben ist. Vom LKN-SH werden die dem Land obliegenden Bau- und Instandhaltungsaufgaben an den Landesschutzdeichen, den Regionaldeichen sowie den in diesen Deichen vorhandenen Bauwerken erledigt. Bei Fördervorhaben des Küstenschutzes in der Trägerschaft anderer Institutionen prüft es die Wirtschaftlichkeit und Zweckmäßigkeit der Vorhaben und bewilligt die Fördermittel.
Nach dem LWG gilt zunächst der Grundsatz, dass der Küstenschutz Aufgabe derjenigen ist, die davon Vorteile haben, sofern das LWG nicht ausdrücklich andere dazu verpflichtet. Der Bau und die Instandhaltung der Landesschutzdeiche sowie der Regionaldeiche auf den Inseln und Halligen obliegen nach § 63 LWG dem Land Schleswig-Holstein. Alle übrigen Regionaldeiche sind von den Wasser- und Bodenverbänden im Rahmen ihrer satzungsgemäßen Aufgaben oder den Gemeinden zu unterhalten. Für Maßnahmen der Küstensicherung sind entsprechend dem Grundsatz des LWG diejenigen verantwortlich, in deren Interesse das Vorhaben liegt. Küstensicherungsmaßnahmen werden zum Beispiel von den Gemeinden zum Schutz öffentlicher Infrastruktur (z. B. Promenaden, Straßen, Gebäude, Ver- und Entsorgungseinrichtungen) oder von sonstigen Dritten, z. B. zum Schutz von privatem Eigentum, durchgeführt.

### Mecklenburg-Vorpommern
Die maßgebende gesetzliche Grundlage bildet das Wassergesetz des Landes (LWaG). Das Gesetz bestimmt Zuständigkeiten, zulässige Nutzungen und Genehmigungspflichten sowie den Fortbestand der bereits vor seinem Inkrafttreten bestehenden Küstenschutzgebiete. Der Küstenschutz ist als öffentliche Aufgabe deklariert, wobei sich die Pflicht zur Sicherung der Küsten auf den Schutz im Zusammenhang bebauter Gebiete beschränkt (§ 83 Abs. 1). Die Zuständigkeit für die Durchführung des Küstenschutzes richtet sich nach dem jeweiligen Schutzzweck der Küstenschutzanlagen. In der Regel ist sie Küstenschutzverbänden zugewiesen, die nach besonderer gesetzlicher Vorschrift gegründet werden sollen. Dies ist bisher nicht erfolgt und so ist gegenwärtig das Land Mecklenburg-Vorpommern in der Pflicht (§ 83 Abs. 2). Von der Regelzuständigkeit ausgenommen sind der Bau und die Unterhaltung von Deichen, die ausschließlich dem Schutz landwirtschaftlicher Flächen gegen Hochwasser und Sturmfluten dienen. Diese Aufgabe obliegt im jeweiligen Verbandsgebiet den bestehenden Wasser- und Bodenverbänden (§ 83 Abs. 3). Die Errichtung von Küstenschutzdeichen bedarf der Planfeststellung bzw. Plangenehmigung, während alle anderen Küstenschutzmaßnahmen sowie die Umgestaltung und Beseitigung von Deichen nur dann planfeststellungspflichtig sind, wenn eine Umweltverträglichkeitsprüfung (UVP) erforderlich ist (§ 84 Abs. 1).
Weitere Bestimmungen regeln den Schutz der Deiche und Dünen und die Nutzung des Strandes. Von besonderer Bedeutung ist der Bestand der festgelegten Küstenschutzgebiete (§ 136 Abs. 1).  Es sind 32 Küstenschutzgebiete auf insgesamt 180 km Küstenlänge ausgewiesen. Die Küstenschutzgebiete stellen im Sinne der Raumordnung Vorbehaltsgebiete dar, in denen die Nutzungen mit den Belangen des Küstenschutzes vereinbar sein müssen. In den Küstenschutzgebieten bedürfen über den Bestandsschutz hinausgehende Maßnahmen an baulichen Anlagen und der Bau neuer baulicher Anlagen einer Ausnahmegenehmigung der für den Küstenschutz zuständigen Wasserbehörde (§136 Abs. 3).

## Klimawandel an der deutschen Ostseeküste

### Bisherige Auswirkungen

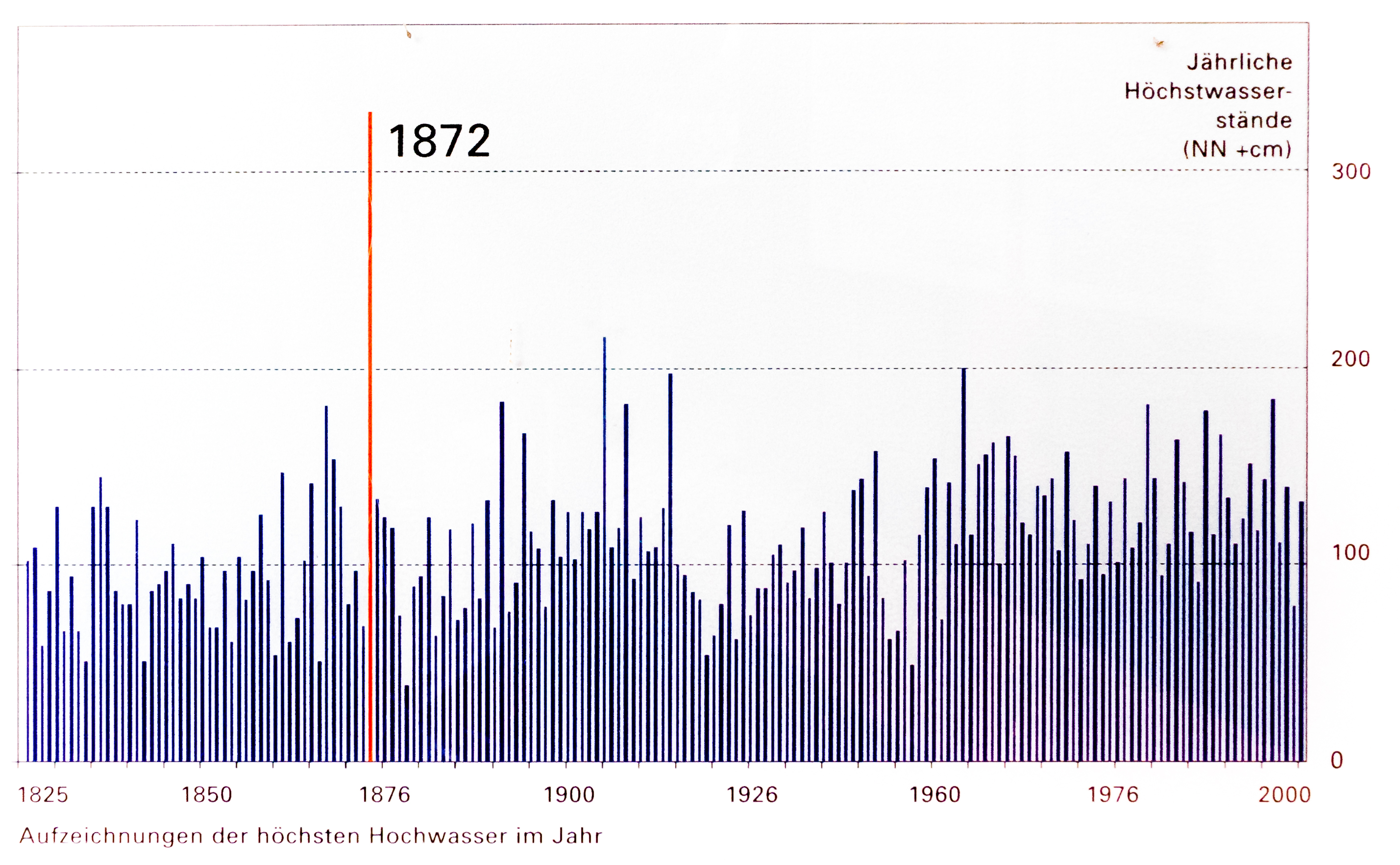
Hochwasseraufzeichnungen an der deutschen Ostseeküste.

Für die deutsche Ostseeküste ist die Entwicklung von Wasserständen von großer Bedeutung. Wie stark sich die Sturmfluthöhen an der deutschen Ostseeküste ändern, hängt in erster Linie vom Meeresspiegelanstieg und den Windverhältnissen ab. Die Windverhältnisse über der Ostsee haben sich mit dem Klimawandel bisher nicht systematisch verändert, daher laufen Sturmfluten heute windbedingt nicht höher auf als vor 100 Jahren. An der südlichen Ostseeküste ist der mittlere Wasserstand in den letzten 100 Jahren ca. um 14 cm angestiegen. Weil Sturmfluten heute durch den Meeresspiegelanstieg ein höheres Ausgangsniveau vorfinden, werden hohe Wasserstände heute häufiger erreicht. Somit hat die Sturmfluthäufigkeit im letzten Jahrhundert zugenommen, dies ist hauptsächlich auf die Zunahme der leichten Sturmfluten (1 m bis 1,25 m über NN) zurückzuführen. Die Wasserstände der Ostseesturmflut von 1872 sind bis heute an keinem Pegel an der deutschen Ostseeküste überschritten worden.

### Mögliche Auswirkungen bis 2100
An der deutschen Ostseeküste wird innerhalb der nächsten 30 Jahre mit einer Erwärmung von 0,5 °C bis 1,1 °C gerechnet. Bis zum Ende des Jahrhunderts sind Erwärmungen zwischen 2,1 °C und 4,8 °C an der deutschen Ostseeküste zu erwarten. Außerdem weisen Klimarechnungen auf eine Zunahme des Niederschlages an der Ostseeküste hin, eine Zunahme von bis zu 8 % bis zum Ende des Jahrhunderts scheint plausibel. Obwohl sich das Windklima an der deutschen Ostseeküste bisher nicht systematisch geändert hat, weisen Klimarechnungen für die Zukunft darauf hin, dass die Stürme vor allem im Winter stärker werden können. Sturmgeschwindigkeiten können an der Ostseeküste bis zum Ende des Jahrhunderts um bis zu 14 % zunehmen. Die Geschichte der Ostseesturmhochwasser zeigt die Notwendigkeit von Maßnahmen zur Eindämmung der Folgen der Hochwasser auf.
Klimarechnungen für die Zukunft weisen zudem darauf hin, dass der Meeresspiegel weltweit künftig stärker ansteigen wird als bisher. In den letzten Jahrzehnten ist der globale Meeresspiegel durchschnittlich bereits stärker angestiegen als zu Beginn des letzten Jahrhunderts. An der deutschen Ostseeküste ist bisher keine Beschleunigung des Meeresspiegelanstiegs erkennbar. Trotzdem ist anzunehmen, dass der globale Meeresspiegelanstieg sich auch auf die Wasserstände der südwestlichen Ostseeküste auswirken wird.
Wie sich die Änderungen des Windes auf Ostseesturmfluten auswirken können, ist derzeit noch ungewiss. Es steht jedoch fest, dass sich das Ausgangsniveau von Sturmfluten an der deutschen Ostseeküste mit dem globalen Meeresspiegelanstieg weiter erhöhen wird. Es ist davon auszugehen, dass Sturmfluten künftig noch häufiger auftreten, da mit ansteigendem Meeresspiegel weniger Windstau zur Wasserstandserhöhung nötig ist. Bis Ende des Jahrhunderts kann deshalb wegen der erhöhten Wasserstände Handlungsbedarf entstehen und Küstenschutzmaßnahmen müssten angepasst werden.